# Etnički Muslimani u Hrvatskoj
Etnički Muslimani u Hrvatskoj su stanovnici Hrvatske koji se u etničkom smislu izjašnjavaju kao pripadnici naroda Muslimana. Prema popisu stanovništva iz 2011. godine, u Hrvatskoj živi 7 558 etničkih Muslimana, što je značajan pad u odnosu na prethodni popis stanovništva iz 2001. godine, kada je na području Hrvatske popisano 19 677 etničkih Muslimana.
Etnički Muslimani u Hrvatskoj smatraju se dijelom naroda Muslimana, kao posebnog južnoslavenskog naroda koji je kao takav dobio priznanje u bivšoj Socijalističkoj Federativnoj Republici Jugoslaviji, a samim tim i u tadašnjoj Socijalističkoj Republici Hrvatskoj.
U prvobitnoj preambuli Ustava Republike Hrvatske iz 1990. godine, među narodima i manjinama su izričito bili spomenuti i Muslimani. Međutim, kasnijim ustavnim promjenama, iz teksta preambule izostavljeni su poimenična spominjanja naroda i etničkih manjina, a samim tim i etničkih Muslimana.
Nakon raspada Jugoslavije, etnički Muslimani u Hrvatskoj su se suočili sa sve izraženijim društvenim pritiscima u vidu osporavanja upotrebe pojma "Muslimani" kao etničke odrednice, uz istovremeno forsiranje njihovog prevođenja u bošnjački nacionalni korpus. Snažni su bošnjakizacijski pritisci. Dok je 2001. bio gotovo jednak broj Bošnjaka (20 755) i Muslimana (19 677), brojke su se umnogome izmijenile na popisu 2011. godine.

## Vanjske poveznice
- Politika (2014): Avdul Kurpejović, Muslimani su nacionalna manjina
- Glas javnosti (2008): Avdul Kurpejović, Bošnjaci su politička tvorevina